# Československá basketbalová liga 1955-1956
La Československá basketbalová liga 1955-1956 è stata la 28ª edizione del massimo campionato cecoslovacco di pallacanestro maschile. La vittoria finale è stata ad appannaggio dell'ÚDA Praga.

## Risultati

### Stagione regolare
|     | Squadra                 | G  | V  | P  | PF   | PS   | Pt. | Qualificazione |
| --- | ----------------------- | -- | -- | -- | ---- | ---- | --- | -------------- |
| 1.  | ÚDA Praga               | 22 | 20 | 2  | 1820 | 1298 | 42  |                |
| 2.  | Spartak Praga Sokolovo  | 22 | 18 | 4  | 1655 | 1325 | 40  |                |
| 3.  | Slávia Bratislava       | 22 | 17 | 5  | 1605 | 1287 | 39  |                |
| 4.  | Spartak ZJŠ Brno        | 22 | 14 | 8  | 1590 | 1352 | 36  |                |
| 5.  | Sokol Ostrava           | 22 | 14 | 8  | 1493 | 1369 | 36  |                |
| 6.  | Dynamo Praga            | 22 | 12 | 10 | 1512 | 1361 | 34  |                |
| 7.  | Spartak VSS Košice      | 22 | 9  | 13 | 1351 | 1484 | 31  |                |
| 8.  | Slavia Brno             | 22 | 8  | 14 | 1472 | 1538 | 30  |                |
| 9.  | Slovan Bratislava       | 22 | 8  | 14 | 1353 | 1478 | 30  | retrocesse     |
| 10. | Dům armády Karlovy Vary | 22 | 7  | 15 | 1214 | 1506 | 29  | retrocesse     |
| 11. | Tankista Praga          | 22 | 5  | 17 | 1239 | 1581 | 27  | retrocesse     |
| 12. | Slavoj Vyškov           | 22 | 0  | 22 | 1139 | 1861 | 22  | retrocesse     |

| Československá basketbalová liga 1955-1956 |
| ------------------------------------------ |
| ÚDA Praga 3º titolo                        |

## Formazione vincitrice
| N° | Naz.                      | Ruolo | Sportivo        |  | Alt. |  |
| -- | ------------------------- | ----- | --------------- |  | ---- |  |
|    | Cecoslovacchia (bandiera) | C     | Miroslav Škeřík |  | 196  |  |
|    | Cecoslovacchia (bandiera) | P     | Jaroslav Šíp    |  | 180  |  |
|    | Cecoslovacchia (bandiera) |       | Jaroslav Tetiva |  | 196  |  |
|    | Cecoslovacchia (bandiera) |       | Jiří Tetiva     |  |      |  |
|    | Cecoslovacchia (bandiera) |       | Jiří Matoušek   |  | 194  |  |
|    | Cecoslovacchia (bandiera) |       | Milan Merkl     |  |      |  |
|    | Cecoslovacchia (bandiera) |       | Radoslav Sís    |  |      |  |
|    | Cecoslovacchia (bandiera) |       | Vladimír Lodr   |  |      |  |
|    | Cecoslovacchia (bandiera) |       | Karol Horniak   |  |      |  |
|    | Cecoslovacchia (bandiera) |       | Kadlec          |  |      |  |
|    | Cecoslovacchia (bandiera) |       | Šourek          |  |      |  |
|    | Cecoslovacchia (bandiera) | All.  | Soudský         |  |      |  |

## Fonti
- Ing. Pavel Šimák: Historie československého basketbalu v číslech (1932-1985), Basketbalový svaz ÚV ČSTV, květen 1985, 174 stran
- Ing. Pavel Šimák: Historie československého basketbalu v číslech, II. část (1985-1992), Česká a slovenská basketbalová federace, březen 1993, 130 stran
- Juraj Gacík: Kronika československého a slovenského basketbalu (1919-1993), (1993-2000), vydáno 2000, 1. vyd, slovensky, BADEM, Žilina, 943 stran
- Jakub Bažant, Jiří Závozda: Nebáli se své odvahy, Československý basketbal v příbězích a faktech, 1. díl (1897-1993), 2014, Olympia, 464 stran